# Belinda Lee

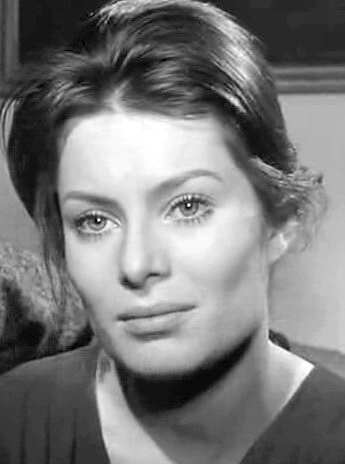
Belinda Lee (1960)

Belinda Lee (* 15. Juni 1935 in Budleigh Salterton, England; † 12. März 1961 in San Bernardino, Kalifornien, Vereinigte Staaten) war eine britische Schauspielerin.

## Karriere
Belinda Lee begann als Teenager mit Schauspielunterricht an der „Tudor Art Academy“ in Hindhead bei London und an der Londoner Royal Academy of Dramatic Art (RADA). Gleichzeitig lernte sie an einer Handelsschule Schreibmaschine und Stenographie. 1954 wurde sie von Val Guest, dem Leiter der Rank Organisation von der Bühne weg für eine Rolle in The Runaway Bus verpflichtet. Anschließend erhielt sie einen Studiovertrag und wurde als Rivalin von Diana Dors aufgebaut. Nach einigen Nebenrollen wurde sie in kleineren Komödien und Kriminalfilmen prominenter besetzt. 1957 drehte sie ihren ersten italienischen Film und spielte, auch aufgrund ihrer Präsenz in den Boulevardmedien (u. a. wegen eines Suizidversuches), als Flittchen und Vamp in italienischen, deutschen und französischen Genreproduktionen bis zu ihrem frühen Tod.

## Privates
Belinda Lee war von 1954 bis 1959 mit dem Fotografen Cornel Lucas verheiratet. In die Schlagzeilen kam sie vor allem durch ihre Affäre mit dem römischen Fürsten Orsini und einen Suizidversuch 1958.
1961 kam sie als Begleiterin des Produzenten Gualtiero Jacopetti bei einem Autounfall zwischen Las Vegas und Hollywood ums Leben, als an ihrem Wagen bei einer Geschwindigkeit von 160 km/h ein Reifen platzte und sich das Auto deshalb überschlug.

## Filmografie

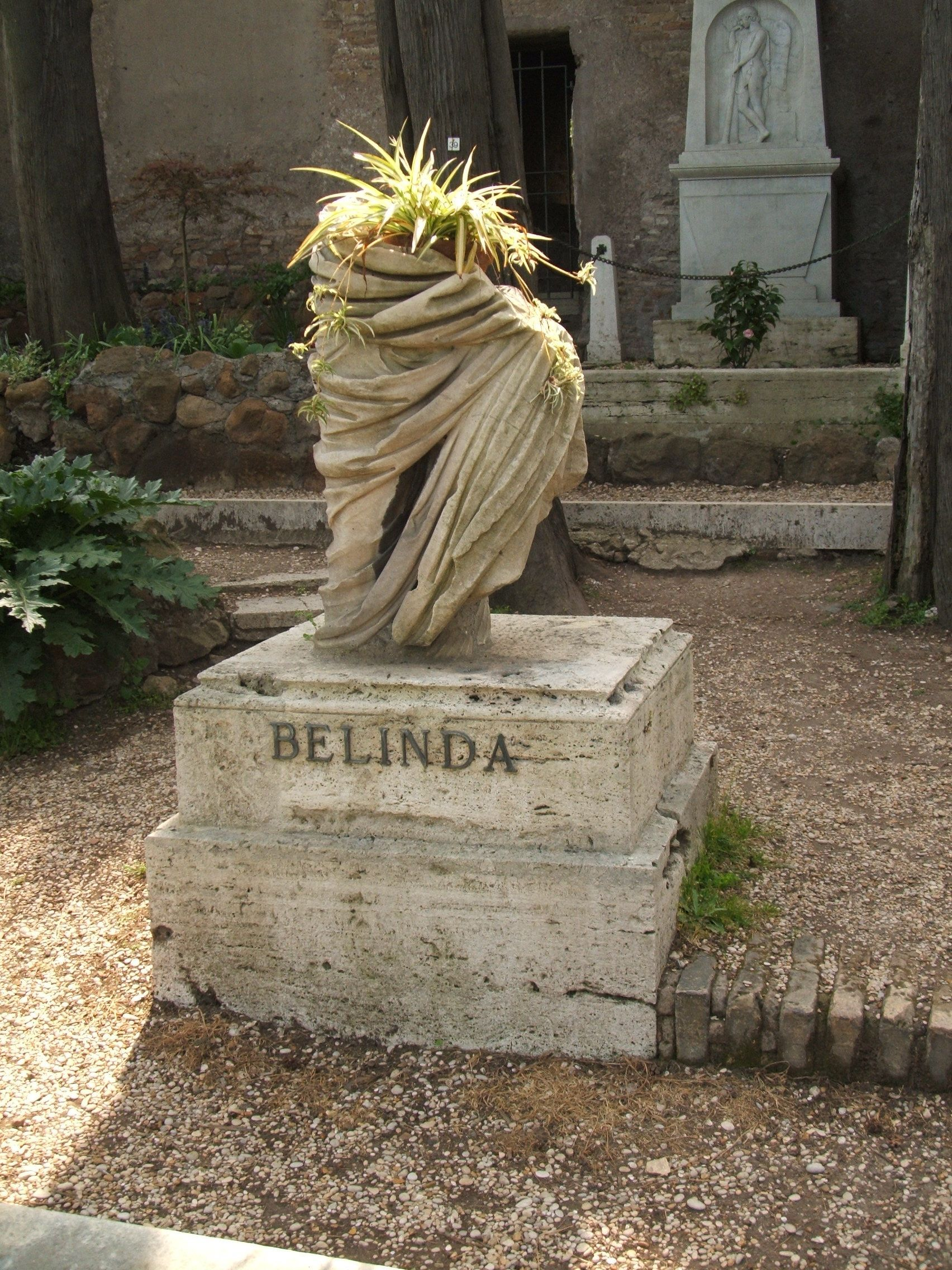
Belinda Lees Grab auf dem Protestantischen Friedhof in Rom

- 1954: Murder by Proxy – Regie: Terence Fisher
- 1954: Life with the Lyons – Regie: Val Guest
- 1954: The Runaway Bus – Regie: Val Guest
- 1954: Detektiv Callaghan (Meet Mr. Callaghan) – Regie: Charles Saunders
- 1954: Die Schönen von St. Trinians (The Belles of St. Trinian’s)
- 1955: Zwischen Haß und Liebe (Footsteps in the Fog) – Regie: Arthur Lubin
- 1955: No Smoking – Regie: Henry Cass
- 1955: Ich und der Herr Minister (Man of the Moment) – Regie: John Paddy Carstairs
- 1956: Engel des Alltags (The Feminine Touch) – Regie: Pat Jackson
- 1956: Kronzeuge gesucht (Eyewitness) – Regie: Muriel Box
- 1957: Am Rande der Unterwelt (The Secret Place) – Regie: Clive Donner
- 1957: Eine Braut in jeder Straße (Miracle in Soho) – Regie: Julian Amyes
- 1957: Im Dienste des Königs (Dangerous Exile) – Regie: Brian Desmond Hurst
- 1957: Helena, die Kurtisane von Athen (La Venere di Cheronea) – Regie: Fernando Cerchio, Viktor Tourjansky
- 1958: Da hast du noch mal Schwein gehabt (The Big Money) – Regie: John Paddy Carstairs
- 1958: Velaba ruft (Nor the Moon by Night) – Regie: Ken Annakin
- 1959: Die Liebesnächte der Lucretia Borgia (Le notti di Lucrezia Borgia) – Regie: Sergio Grieco
- 1958: Mädchen des Lasters (Ce corps tant désiré) – Regie: Luis Saslavsky
- 1959: Die nach Liebe hungern (Les dragueurs) – Regie: Jean-Pierre Mocky
- 1959: Auf St. Pauli ist der Teufel los (I magliari)
- 1959: Die Wahrheit über Rosemarie
- 1960: Messalina (Messalina Venere imperatrice)
- 1960: Sklavin der Pirateninsel (Marie des Isles) – Regie: Georges Combret
- 1960: Der Satan lockt mit Liebe
- 1960: Brevi amori a Palma di Majorca – Regie: Giorgio Bianchi
- 1960: Das bittere Leben (Il sicario) – Regie: Damiano Damiani
- 1960: Giuseppe venduto dai fratelli – Regie: Irving Rapper, Luciano Ricci
- 1960: Die lange Nacht von 43 (La lunga notte del ’43)
- 1960: Luxusweibchen (Femmine di lusso) – Regie: Giorgio Bianchi
- 1961: Das Spukschloß in der Via Veneto (Fantasmi a Roma)
- 1961: Konstantin der Große (Costantino il grande)